# Куликов, Сергей Николаевич (футбольный судья)
Серге́й Никола́евич Кулико́в (род. 14 июля 1982) — российский футбольный судья, имеет первую категорию. Обслуживает матчи чемпионата России.

## Карьера
Судейскую карьеру Сергей Куликов начал с работы резервным арбитром во втором дивизионе. Затем был линейным рефери в матчах второго и первого дивизионов, а также молодёжного первенства. С 2009 года работает главным арбитром.
В Премьер-лиге в качестве главного арбитра дебютировал 8 августа 2014 года, в матче 2-го тура «Амкар» — «Уфа». Встреча завершилась победой гостей 1:0, Куликов показал три жёлтые карточки и назначил пенальти, с которого был забит победный мяч.